# كاميلو سيينفيغوس
كاميلو سيينفويغوس أو كاميلو كونفويغس (بالإسبانية: Camilo Cienfuegos Gorriarán)‏ (6 فبراير 1932 - 28 أكتوبر 1959) ثوري كوبي ولد في مدينة لوتون في هافانا تركت عائلته إسبانيا قبل الحرب الأهلية الإسبانية، يعتبر شخصية رئيسية في الثورة الكوبية إلى جانب فيدل كاسترو وتشي جيفارا وخوان ألميدا وراؤول كاسترو. توفي في حادث سقوط طائرته في المحيط الأطلسي يوم 28 أكتوبر 1959 ولم يتم العثور على جثته وأصبح أسطورة مثل تشي جيفارا.

## النشأة

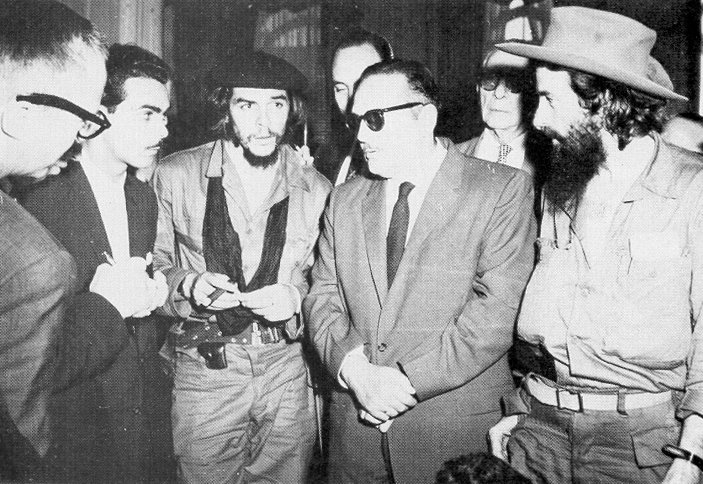
كاميلو مع جيفارا بعد تحرير سانتا كلارا.

في عام 1940 التحق كاميلو بالمدرسة في دي بيلاس آرتيس «سان اليخاندرو» لكن بعد فترة وجيزة أنها دراسته بسبب مشاكل مالية. خلال هذه الفترة بدأ يعمل في متجر أزياء في وسط هافانا. قرابة عام 1948 بدأ في الانخراط في القضايا السياسية والمشاركة في الاحتجاجات الشعبية ضد ارتفاع الرسوم الجمركية للحافلات.
في عام 1954 أصبح عضواً نشطاً في حركة الطلاب ضد الدكتاتور فولجنسيو باتيستا. أدى هذا له أن أصيب باطلاق ناري في 7 ديسمبر 1955 خلال مظاهرة شعبية نظمت لتكريم بطل الاستقلال الكوبي أنطونيو ماسيو. بعد التعرض للمضايقات من قبل الشرطة ودون وظيفة قال عندها أنه قرر ترك كوبا وسافر مرة أخرى إلى الولاايات المتحدة إلى نيويورك تحديداً. وكان قد طُرد في وقت لاحق من الولايات المتحدة بسبب انتهاء تصريح إقامته، وأتى المكسيك وخلال فترة إقامته في المكسيك، التقى كاميلو بفيدل كاسترو، الذي كان ينظم رحلته الثورية وسيعود إلى كوبا لقتال باتيستا. بعد ذلك كان سيينفويغوس واحد من الـ82 ثوري الذين أبحروا على متن قارب جرانما في نوفمبر / تشرين الثاني 1956.

## الثورة الكوبية

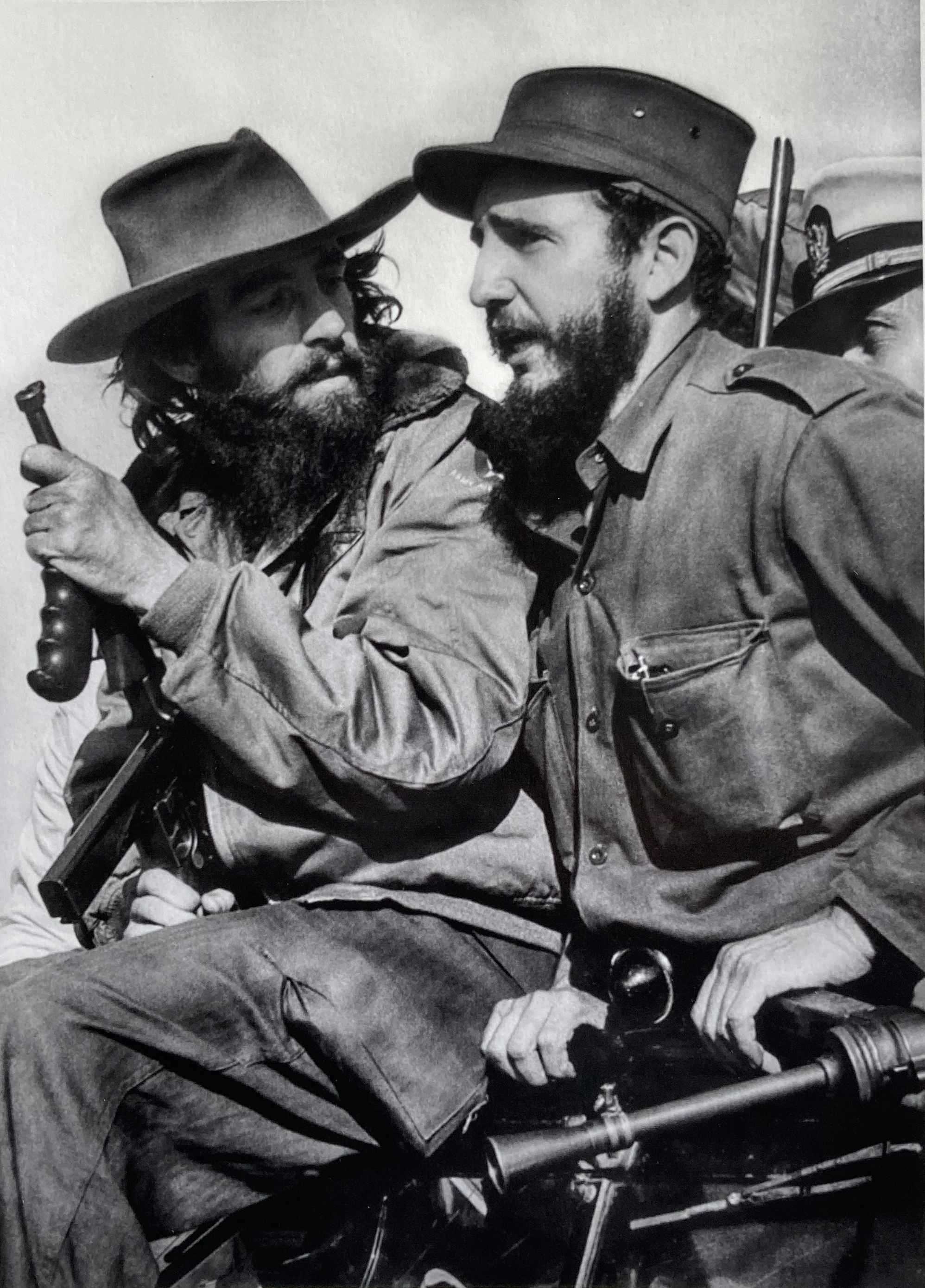
كاميلو مع كاسترو بعد إنتصار الثورة.

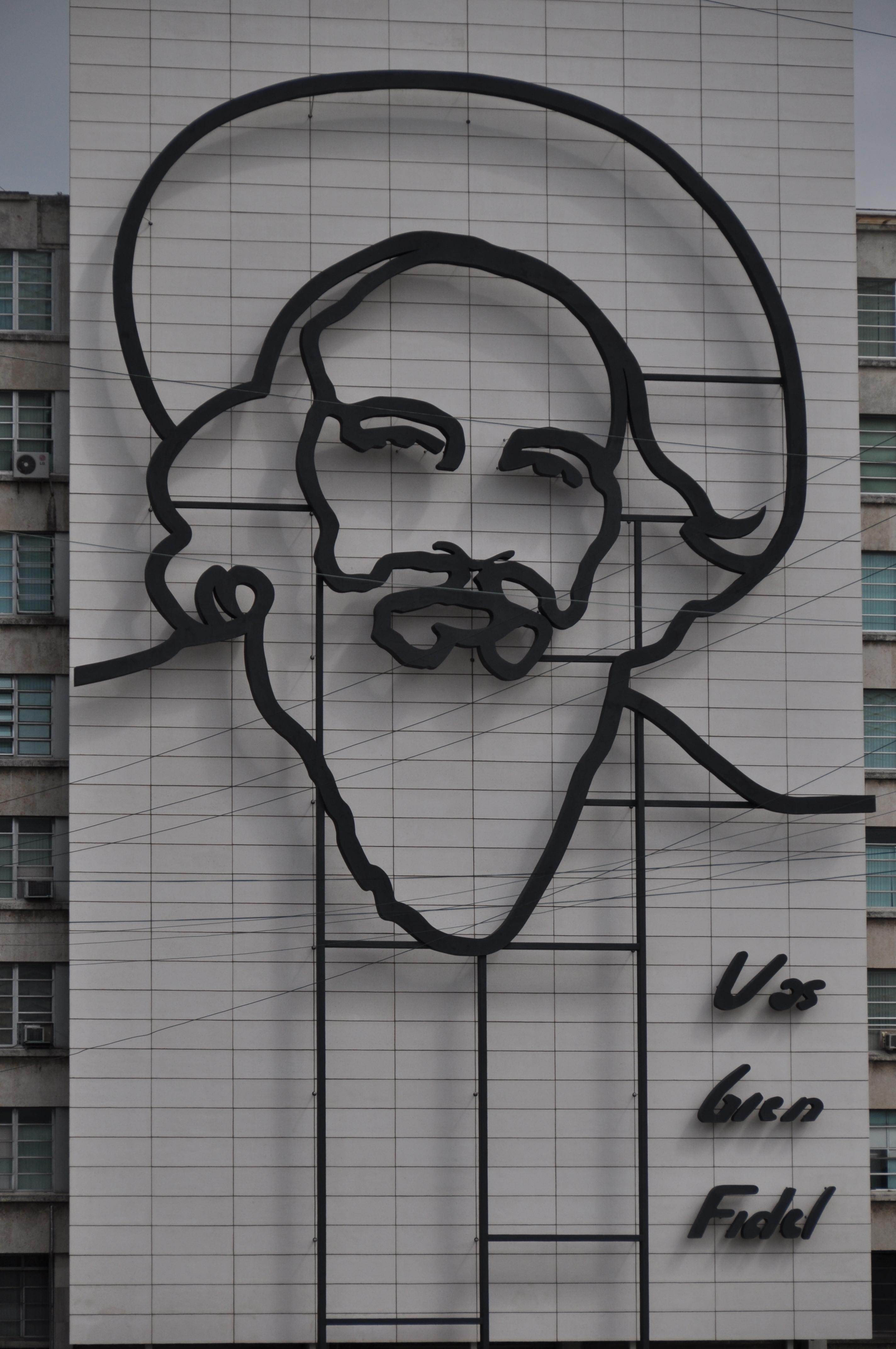
وزارة الإتصالات الكوبية وتزينها بصورة لكاميلو.

وصل الثوار إلى كوبا بعد رحلة استمرت ثلاثة أيام لكنهم فوجئوا من قِبل جيش باتيستا وتم ملاحقتهم وأصبحوا مجموعات صغيرة مشتتة في جبال سييرا مايسترا، وكان كاميلو واحد من الإثني عشر الذين نجوا من الهجمات وعمليات الإعدام التي نفذت من قبل قوات باتيستا، وكان قد انضم لكاسترو في سلسلة جبال سييرا مايسترا في وقت لاحق، أصبح في عام 1957 واحداً من كبار القادة في الثورة الكوبية عند تعيينه إلى رتبة القائد.
في عام 1958 وضع سيينفويغوس في قيادة واحدة من الجبهات الثلاثة التي اتجهت بقصد الإستيلاء على عاصمة مقاطعة سانتا كلارا. كان تشي غيفارا في قيادة الجبهة الأولى وكان خايمي فيغا في قيادة الجبهة الثانية وكان كاميلو في قيادة الجبهة الثالثة، لكن تم نصب كمين لـ خايمي فيجا وهزم من قبل قوات باتيستا، بلغ سيينفويغوس وغيفارا المناطق الوسطى، حيث انضموا مع العديد من المجموعات الأخرى.
حارب سيينفويغوس في معركة Yaguajay في ديسمبر / كانون الأول وبعد المعركة، أجبرت الحامية على الإستسلام في 30 ديسمبر 1958. وحصل كاميلو على لقب بطل معركة Yaguajay, ثم اندفع إلى سانتا كلارا بالاشتراك مع قوات غيفارا، وقوات كاسترو واستولوا على سانتا كلارا يوم 31 ديسمبر، معظم جنود باتيستا استسلموا دون مقاومة. وقد هرب باتيستا من كوبا في اليوم التالي، خدم كاميلو لاحقاً في القيادات العليا للجيش الكوبي ولعب دوراً في الإصلاحات الزراعية.

## وفاته
هناك جدل حول الميول السياسية لكاميلو يقال أنه جاء من عائلة إسبانية أناركية ويؤمن بقوة بمبادئ الاناركية لكن بعض المؤرخين يقولون أنه يقف مع الإشتراكية ويتبع الماركسية بأدبيات تشي جيفارا, في 28 أكتوبر 1959 انفجرت طائرته فوق المحيط خلال رحلة ليلية من كاماغواي إلى هافانا. واستمرت عملية البحث عنه ثلاثة أيام ولكن لم يتم العثور على أي طائرة، وسرعان ما أصبح كاميلو البطل والرمز الجديد للثورة الكوبية. وكانت هناك شائعات بشأن اختفاء سيينفويغوس تنتشر وقيل أن هناك طائرة مقاتلة من سلاح الجو الكوبي قامت بإسقاط طائرته بالخطأ لكن يتفق المؤرخون على أن وفاة كاميلو واختفائه كان حادث وليس نتيجة مؤامرة، تأثر تشي غيفارا لوفاة كاميلو الذي كان صديق مقرب له وقام بتسمية أحد أبنائه كاميلو تيمناً به.

## متحفه
تم بناء متحف لكاميلو سيينفويغوس بعد وفاته في ياغواجاي، موقع المتحف في مكان الثكنة التي حاصرها كاميلو خلال معركة عام 1958 Yaguajay. يتضمن المعرض الأغراض الشخصية المتعلقة بحياة سيينفويغوس قبل وأثناء وبعد الثورة. وتم بناء تمثال كبير لكاميلو في المتحف، يشبة تمثاله من حيث التصميم والشكل تمثال جيفارا في سانتا كلارا.

## الإرث الثقافي
قال عنه غيفارا «على كل أطفال المدارس في كوبا أن يرموا الأزهار في البحار والأنهار تكريماً لكاميلو.». كما عين نظام كوبا وسام جديد وهو وسام سيينفيغوس، تكريماً لكاميلو، وفي عام 2009 في الذكرى الخمسين لرحيل كاميلو تم تزيين مبنى وزارة الاتصالات بشكل كاميلو بقطع من فولاذ يشبة التزيين في مبنى وزارة الداخلية الذي تم تكريماً لجيفارا, كما تم وضع صورة كاميلو على القطع النقدية الكوبية من فئة 40 كما تم بناء 6 مدارس إعدادية عسكرية تحت اسم كاميلو سيينفيغوس للفتيان الذين تتراوح أعمارهم بين 11 - 17 عام.